# اوسونا (اسپانیا)
اسونا (به اسپانیایی: Osuna) یک منطقهٔ مسکونی در اسپانیا است که در سبیا واقع شده‌است. اسونا ۵۹۲٫۴۹ کیلومتر مربع مساحت و ۱۷٬۸۵۱ نفر جمعیت دارد و ۳۲۸ متر بالاتر از سطح دریا واقع شده‌است.

## خواهرخوانده
شهر پوتنزا خواهرخواندهٔ اسونا هست.